# El Letrero
El Letrero är en ort i Mexiko.   Den ligger i kommunen Siltepec och delstaten Chiapas, i den sydöstra delen av landet, 800 km sydost om huvudstaden Mexico City. El Letrero ligger 1 781 meter över havet och antalet invånare är 264.
Terrängen runt El Letrero är bergig åt sydväst, men åt nordost är den kuperad. Terrängen runt El Letrero sluttar norrut. Runt El Letrero är det ganska tätbefolkat, med 78 invånare per kvadratkilometer. Närmaste större samhälle är Cumbre Ventanas, 18,5 km öster om El Letrero. I omgivningarna runt El Letrero växer i huvudsak städsegrön lövskog.